# Группы интересов
Гру́ппы защи́ты интере́сов (англ. advocacy groups, также известные как гру́ппы интере́сов, лобби́стские гру́ппы, гру́ппы подде́ржки полити́ческих кампа́ний, заинтересо́ванные гру́ппы или гру́ппы по интере́сам) используют различные формы адвокации с целью влияния на общественное мнение в конечном счете политику Они играют немаловажную роль в развитии политических и социальных систем. Группы значительно отличаются по размеру, влиянию и мотивам, некоторые из них имеют широкие долгосрочные социальные цели, в то время как другие сосредоточены и являются ответом на неотложные вопросы или беспокойство.
Мотивы действий могут быть основаны на общей политической, религиозной, нравственной, медицинской или коммерческой позиции. Группы используют различные методы, чтобы попытаться достичь своих целей, включая лоббирование, кампании в СМИ, пиар, опросы, исследования и политические брифинги. Некоторые группы поддерживаются мощными бизнес- или политическими интересами и оказывают значительное влияние на политический процесс, а другие совсем не имеют таких ресурсов.
Группы интересов могут быть в разной степени институционализированы и организованы. Некоторые группы превратились в важные социальные, политические институты и общественные движения. Некоторые мощные группы защиты интересов были обвинены в манипулировании демократической системой для узкой коммерческой выгоды, а в некоторых случаях были признаны виновными в коррупции, мошенничестве, взяточничестве, торговле влиянием и других тяжких преступлениях; в результате лоббизм становится все более регламентированным. Некоторые группы, как правило, с меньшими финансовыми ресурсами, могут использовать акции прямого действия и гражданского неповиновения, поэтому их порой обвиняют в том, что они угрожают общественному порядку или внутренним терроризмом. Появляються исследования того, как группы защиты интересов используют социальные медиа, чтобы способствовать гражданской активности и коллективным действиям.
В отличие от политических партий группы интересов не стремятся захватить власть, а пытаются влиять на власть. Группы интересов, которые оказывают более или менее постоянное давление на центры власти называют группами давления.

## Деятельность
Группы защиты интересов действуют в разных сферах общества и политики.
- Антидиффамационные организации реагируют или критикуют реальные или вероятные пренебрежения любого вида (включая высказывания или насилие) со стороны отдельных лиц или групп в отношении определенного сегмента населения, которую представляют эти организации.
- Группы наблюдения существуют для обеспечения надзора и оценки действий или публикаций различных СМИ, как государственных, так и корпоративных. Они также могут индексировать личности, организации, продукты и виды деятельности в базах данных, чтобы обеспечить освещение и оценку ценности или жизнеспособности таких организаций для целевой демографической группы.
- Лоббистские группы продвигают изменение законодательства или сохранение конкретного закона; крупные бизнесы финансируют очень значительное лоббистское влияние на законодателей, например в США и Великобритании, где лоббизм впервые возник. Некоторые лоббистские группы располагают значительными финансовыми ресурсами. Лоббирование регулируется на государственном уровне, чтобы предотвратить худшие злоупотребления, которые могут перерасти в коррупцию. К примеру, в США Служба Внутренних Доходов проводит четкую границу между лоббированием и защитой интересов[9]. Лоббистские группы также тратят значительные суммы денег на предвыборную рекламу кандидатов, поддерживающих взгляды их целевых групп.
- Группы правовой защиты финансируют юридическую защиту отдельных лиц или юридические действия против других отдельных лиц или групп, связанные с их конкретными интересами или целевой аудиторией. Это часто происходит в сочетании с публичной деятельностью одной из вышеупомянутых групп защиты интересов.
- Группы астротурфинга маскируют спонсоров заявления или организации (например, политической, рекламной, религиозной или пиар), чтобы создать впечатление, будто оно исходит от простых участников и поддерживается ими. Это практика, призванная придать достоверность заявлениям или организациям путем сокрытия информации о финансовых связях источника.
- Медийные группы защиты интересов используют средства массовой информации для пропаганды справедливой государственной политики, особенно политики, направленной на благо исторически маргинализированных сообществ[2].

## Воздействие
В большинстве либеральных демократий правозащитные группы склонны использовать бюрократию в качестве основного канала влияния – потому что в либеральных демократиях именно здесь находится власть принятия решений.

### Воздействие на законодательную власть
В обществе цель групп защиты интересов — пытаться влиять на членов законодательного органа, чтобы те поддержали их дело проголосовав определенным образом в законодательном органе. Доступ к этому каналу, как правило, ограничивается группами со статусом инсайдеров, такими как крупные корпорации и профсоюзы, поскольку группы без инсайдеров редко встречаются с министрами и другими представителями бюрократии, для обсуждения политики. «Решающие отношения здесь [в бюрократии] обычно складываются между старшими бюрократами и ведущими деловыми или промышленными интересами». Большие бизнесы имеют преимущества в основном потому, что они являются основными производителями в экономике своих стран и, следовательно, их интересы более важны для власти. По словам Джорджа Монбио, влияние крупного бизнеса увеличилось за счет «роста легкости, с которой корпорации могут перемещать производство и инвестиции в глобальной экономике». Это позволяет предположить, что в современном мире крупный бизнес увеличивает влияние на чиновничество и, в свою очередь, на процесс принятия решений правительством.

### Лоббирование
Группы защиты интересов могут также влиять через выборные органы путем лоббирования; группы, обладающие значительными экономическими ресурсами, могут нанять профессиональных лоббистов. Примером такой группы является группа защитников окружающей среды Гринпис; являясь организацией с доходом более $50 млн, она использует лоббирование для получения политической поддержки для своих кампаний. Она поднимает вопрос о состоянии окружающей среды с целью представления их в политиках, таких как правительственное стимулирование альтернативной энергетики и переработки отходов.

### Воздействие на судебную власть
Судебная ветвь власти также может использоваться группами защиты интересов. В государствах, где законодательство не может быть обжаловано в суде, например, в Великобритании, группы защиты интересов ограничены в размере их влияния; в государствах, которые имеют кодифицированные Конституции, как в США, влияние таких групп более значительно. Например, в 1954 году «Национальная ассоциация содействия прогрессу цветного населения» (NAACP) лоббировала против Совета образования города Топика, доказывая, что расовая сегрегация образования неконституционна. В результате группового давления NAACP, Верховный суд единогласно постановил, что расовая сегрегация в образовании действительно неконституционна и такая практика была запрещена. Это пример того, как группы защиты интересов могут оказывать влияние на судебную ветвь власти.

### Финансирование избирательных компаний
Группы защиты интересов также могут влиять на политические партии, главным образом с помощью финансирования избирательной кампании. Избирательные кампании консервативных партий часто финансируются крупными корпорациями, поскольку большинство партий защищают интересы бизнеса. Так, кампания Джорджа Буша-младшего за переизбрание в 2004 году была самой дорогостоящей в американской истории и финансировалась главным образом за счет крупных корпораций и промышленных интересов, которые администрация Буша представляла в правительстве. И наоборот, левые партии чаще всего финансируются профсоюзами — когда Британская Лейбористская партия была сформирована, ее финансировали в основном профсоюзы. Часто политические партии на самом деле образуются из групп давления, например, лейбористы в Великобритании были сформированы из нового профсоюзного движения, выступавших за права трудящихся.

### Воздействие через СМИ
Группы защиты интересов также влияют через каналы, независимые от правительства или политической структуры, такие как СМИ, компании общественного мнения, агитация. В либеральных демократиях в попытке достичь цели эти группы могут использовать такие методы, как протест, петиция и гражданское неповиновение. Группы, как правило, используют два разных стиля, когда пытаются манипулировать СМИ — они либо заявляют о своем статусе аутсайдера и используют свою невозможность доступа к другим каналам воздействия, чтобы завоевать симпатию, либо они могут поставить на более идеологическую повестку дня. Традиционно ярким примером такой группы были профсоюзы, которые представляли собой так называемую «промышленную» силу. Профсоюзы ведут кампании в форме стачек и маршей для защиты прав трудящихся, получая значительное внимание средств массовой информации и симпатии к их делу. Движение за гражданские права афроамериканцев в США получило значительную известность благодаря акциям гражданского неповиновения; афроамериканцы просто не подчинялись законам расовой сегрегации, чтобы получить жесткую, расистскую реакцию от полиции и белых американцев. Это насилие и расизм затем транслировалось по всему миру, показывая миру, насколько односторонней на самом деле была расовая «война» в Америке.

### Воздействие на глобальном уровне
Влияние групп защиты интересов также проявилось в наднациональных органах, возникших в результате глобализации. Группы, уже имеющие глобальные структуры, такие как Гринпис, лучше адаптировались к глобализации. Гринпис, например, имеет офисы более чем в 30 странах и имеет доход в $50 млн ежегодно. Такие группы, как эти, обезопасили характер их влияния на получение статуса неправительственных организаций (НПО), многие из которых наблюдают за работой ООН и ЕС от своих постоянных представительств в Америке и Европе. Группы давления со стороны наднациональных отраслей могут оказывать влияние несколькими способами: «через прямое лоббирование со стороны крупных корпораций, национальных отраслевых органов и пиковых организаций, таких как Европейский Круглый стол промышленников».

## Функции групп интересов
1. Артикулирование интересов — преобразование социальных эмоций и ожиданий, чувств и неудовлетворённости или солидарности граждан в определённые политические требования;
2. Агрегирование интересов — согласование частных потребностей, установление между ними определенной иерархии и выработкой на этой основе общегрупповых целей. Эта функция предполагает отбор не только наиболее политически значимых требований, но и тех, что имеют наилучшие шансы для практического воплощения;
3. Информирования — группы интересов доводят до органов власти сведения о состоянии той или иной проблемы общественной жизни, то есть трансляция общественного мнения;
4. Формирование политических элит — имеют возможность предлагать своих членов для работы в госорганах, поддерживать определенных деятелей в правительственных и других структурах, влиять на отбор кадров, участвующих в процессе принятия решений.

В структуре групп интересов особенно выделяют группы давления — это те группы, которые способны оказывать прямое и косвенное воздействие на принятие политических решений и деятельность институтов власти. Распространённой формой такого воздействия является лоббизм.

## Теоретические перспективы
Ученые приложили много усилий в попытке классифицировать, как действуют группы защиты интересов, особенно при создании государственной политики.
Консенсуса нет, вместо этого существуют многочисленные школы мнения:
- Плюрализм: в основе лежит предположение о том, что группы защиты интересов работают в конкуренции друг с другом и играют ключевую роль в политической системе. Они действуют как противовес излишней концентрации власти.

Однако эта плюралистическая теория (сформированная преимущественно американскими учеными) отражает более открытую и фрагментированную политическую систему, похожую на США
- Неоплюрализм: в основе этой теории лежит концепция политических сообществ, а именно, что группы защиты интересов и другие подобные органы организуются вокруг правительственного департамента и его сети клиентских групп. Члены этой сети сотрудничают вместе при разработке политики. Эта система больше похожа на британскую форму власти
- Корпоратизм и элитизм: некоторые группы защиты интересов опираются на частные предприятия, которые могут оказать значительное влияние на законодательные органы.

## Типология групп интересов
1. С точки зрения происхождения и степени организованности: (типология Ж.Блонделя)
  1. Аномические — объединения, возникшие стихийным образом как спонтанная реакция на ту или иную ситуацию. Отсутствует постоянная организация;
  2. Институциональные — формальные объединения с определенной организационной структурой, устоявшимися функциями и профессиональным кадровым аппаратом.
2. По специализации деятельности:
  1. Неассоциативные — неформальное и недобровольное объединение людей на родственной, религиозной, социокультурной основе (студенческие общества и т. д.). Деятельность непостоянна;
  2. Ассоциативные — добровольные объединения, специализирующиеся на представительстве интересов и нацеленные на решение определенных задач (профсоюзы).
3. По характеру деятельности:
  1. Одноцелевые — стремятся обеспечить принятие какого-либо определенного законодательного акта в парламенте, складываются и существуют только в связи с достижением данной цели. После её достижения распадаются;
  2. Многоцелевые — многопрофильная деятельность, не ограничена спецификой задач того или иного рода.
4. По сферам управления обществом, территориальным признакам, уровню и масштабам деятельности.(типология Ульриха фон Алеманна)
  1. Организованные группы в экономической сфере и в сфере трудовых отношений (предпринимательские ассоциации, союзы потребителей, профсоюзы);
  2. Организованные группы в социальной сфере (объединения ветеранов, общества инвалидов, благотворительные союзы);
  3. Организованные группы в сфере религии, науки и культуры (церкви, секты, научные ассоциации, союзы художников, писателей, артистов и т. д.);
  4. Организованные группы в политической сфере (экологические движения, движения за мир, за права женщин, молодежи, национальных меньшинств и т. д.).

## Блага и стимулы участников

### Проблема безбилетника
Общая теория состоит в том, что люди должны видеть некую выгоду, чтобы присоединиться к группе защиты интересов. Известная как эффект безбилетника, она касается трудностей в привлечении членов к определенной группе защиты интересов, когда выгодами можно пользоваться и без членства. К примеру, группа защиты интересов, занимающаяся улучшением стандартов ведения сельского хозяйства, будет бороться за общие цели улучшения сельского хозяйства для всех фермеров, даже тех, кто не является членами этой конкретной группы защиты интересов. Таким образом, нет никакого реального стимула вступать в группу защиты интересами и платить взносы, если фермер извлечет выгоду в любом случае:111–131. Но группы защиты интересов должны получать взносы и помощь от своих членов, чтобы достичь поставленных целей. Хотя каждый человек в мире выигрывает от улучшения состояния окружающей среды, группа защиты интересов охраны окружающей среды, в свою очередь, не получает денежную помощь от каждого человека в мире.
Это создает проблему для групп по интересам, которые требуют от своих членов членских взносов и пожертвований для выполнения задач групп.

### Селективные блага
Селективные материальные блага — это блага, которые обычно даются в виде денежной компенсации. К примеру, если группа защиты интересов дает материальную выгоду своим членам, она может давать ее им в виде скидки на путешествия, бесплатное питание в определенных ресторанах или бесплатные подписки на газеты или журналы:133–134. И многие торговые и профессиональные объединения, как правило, дают эти типы льгот для своих членов.

### Стимулы солидарности
Стимул солидарности — это вознаграждение за участие, которое имеет социальное происхождение и создается в результате акта объединения. Примеры включают «социальную близость, чувство принадлежности к группе и идентификацию, статус, возникающий в результате членства, веселье, дружелюбие, поддержание социальных различий и так далее».

### Выразительные стимулы
Выразительный стимул является еще одним из основных типов стимулов или выгод, предлагаемых за участие в группе защиты интересов. Люди, которые вступают в группы защиты интересов по причине выразительных преимуществ, вероятно, присоединяются, чтобы выразить идеологические или моральные ценности, в которые они верят, такие как свобода слова, гражданские права, экономическая справедливость или политическое равенство. Чтобы получить эти виды выгод, члены могут просто платить взносы, жертвуя свое время или деньги, чтобы получить чувство удовольствия от выражения своей политической ценности. Кроме того, не будет иметь значения, достигла ли группа защиты интересов достигших своей цели; эти члены могли бы просто сказать, что они помогли в процессе попытки достичь этих целей, что является выразительным стимулом, который они получили первоначально. Типы групп интересов, опирающихся на выразительные выгоды или стимулы — природоохранные группы и группы, утверждающие, что лоббируют общественные интересы.